# Kolekcija hitova
Kolekcija hitova è una raccolta di successi ed altri brani famosi della cantante pop / rock / dance / disco serba Bebi Dol, pubblicata nel 1999, su etichetta PGP (una delle principali della ex-Iugoslavia, distribuita dalla Taped Pictures e dalla RTS), dopo il grande successo ottenuto da Ritam srca, il secondo album solista dell'artista, uscito nel 1995, estremamente popolare in tutti i paesi della ex-Iugoslavia (nonostante esistessero già 5 stati separati ed altrettanti mercati discografici, con spazi esclusivamente riservati agli artisti locali).
La collection, oltre a riproporre 8 delle 9 tracce del secondo album - tranne Rudi (Se budi), il remix che ne costituiva il brano di chiusura - comprende anche altri singoli e pezzi sciolti della cantante, cantati sia in serbo che in inglese (delle 18 tracce che compongono la track listing, 15 sono in serbo e 3 in inglese), tra cui How good not to love (singolo del 1986, cosiddetto «spoken», consistente cioè in un lungo ed intenso parlato), Super boy (cantata in serbo, nonostante il titolo in inglese), i due pezzi orientaleggianti Mustafa (singolo di debutto e «Disco dell'anno» nel 1980) e Inšalah, nonché le versioni originali di Rudi e Brazil. Quanto a queste ultime due canzoni, il remix della prima, Rudi (Se budi), come accennato, è l'unico brano qui omesso dal secondo album Ritam srca, mentre della seconda, presentata all'Eurovision Song Contest del 1991, ultima canzone proposta da un'artista della Iugoslavia ancora unita, compare nella raccolta anche il remix del 1995, con il nuovo titolo di Brazil (Bum bum bum, je je je), anch'esso già in Ritam srca.
In una recente compilation di musica prevalentemente dance, diretta soprattutto ai DJ e, in genere, adatta ad essere ballata in discoteca, uscita in Italia alla fine del 2007, pubblicizzata anche in TV, è possibile udire un breve estratto di Baby love, un vecchio successo di Bebi Dol, inserito anche nella raccolta del 1999, che, contenendo, come accennato, l'intero album Ritam srca, include anche, oltre alla title track di quest'ultimo, una dance scatenata con campionamenti e cori multistrato, anche le due illustri cover, perfettamente adattate in lingua serba, di Take a bow di Madonna (diventata Pokloni se) e del classico Over the rainbow (letteralmente tradotta in Iznad duge), che, più tranquille e rilassate, costituiscono dei veri e propri momenti di riflessione, personale e sull'amore, la prima, globale e sul mondo, la seconda.

## Tracce
1. Ritam srca – 4:00
2. Rudi – 4:25
3. Hajde da... – 4:32
4. Super boy – 4:29
5. Brazil – 2:56
6. Mustafa – 4:25
7. Inšalah – 3:15
8. Prove to love – 4:07
9. ...Da priĉamo (O ljubavi) – 4:14
10. Baby love – 3:12
11. Moj anďele, u belo venĉaj me – 4:12
12. Bez srca – 5:12
13. Ljubav na pesku – 3:53
14. How good not to love – 4:36
15. Slatke suze – 4:55
16. Iznad duge (Over the rainbow) – 2:55
17. Pokloni se (Take a bow) – 5:42
18. Brazil (Bum bum bum, je je je) – 3:49